# Johan Jacob de Wilster
Johan Jacob de Wilster (24. december 1689 – 24. april 1769 i Chemnitz) var en sachsisk officer, broder til Carl de Wilster. Han blev gift den 5. feb. 1738 med Eva Eleonore v. Kyaw (1702-1748), enke efter kgl. polsk og kursachsisk generalmajor Gustav Fitzner (d. 1734): se nedenfor under «Kilder»/Brock.
Han var altså ikke (!) en søn af generalmajor Martin Jacob Wilster (1655-1726), som det ofte er blevet hævdet, men - som sin broder Carl - en søn af Johann v. Wilster (død 1721), generalmajor, og NN Muhlen. Den 31. oktober 1755 blev han sammen med broderen optaget i den danske adelstand. Han endte som general i Sachsen-Polen.